# Gallimard (uitgeverij)
Uitgeverij Gallimard (Frans Éditions Gallimard, tot 1919 Éditions de la Nouvelle Revue française en tot 1961 Librairie Gallimard) is een Franse uitgeversgroep. Het bedrijf werd in 1911 gesticht door Gaston Gallimard, en wordt thans geleid door Antoine Gallimard.
Gallimard wordt beschouwd als een van de grootste en meest invloedrijke Franse uitgeverijen, met name voor literatuur van de 20e en 21e eeuw. In Gallimards catalogus stonden in 2011 niet minder dan 36 Prix Goncourts; 38 schrijvers wonnen ooit een Nobelprijs literatuur, en 10 van hen verkregen een Pulitzerprijs.
Gallimard maakt deel uit van de Groupe Madrigall, de derde grootste Franse uitgeversgroep, die ook eigenaar is van de uitgeverijen Flammarion en Casterman.

## Découvertes Gallimard
Découvertes Gallimard (in Nederland: Fibula Pharos; in België: Standaard Ontdekkingen) is een pocketboekenreeks, uitgegeven door Éditions Gallimard. De rijk geïllustreerde serie concentreert zich op archeologie, cultuur, geschiedenis, kunst, religie, wetenschap van de oudheid tot de moderne tijd.

## Gallimard Jeunesse
Gallimard Jeunesse, een Franse uitgever van kinderboeken, is een dochteronderneming van uitgeverij Gallimard en opgericht in 1972. Het is de uitgever van de Franse versie van Het gouden kompas, The English Roses van Madonna, boeken van de Pokémon-series en de Harry Potterboeken.